# Lau (Fisch)

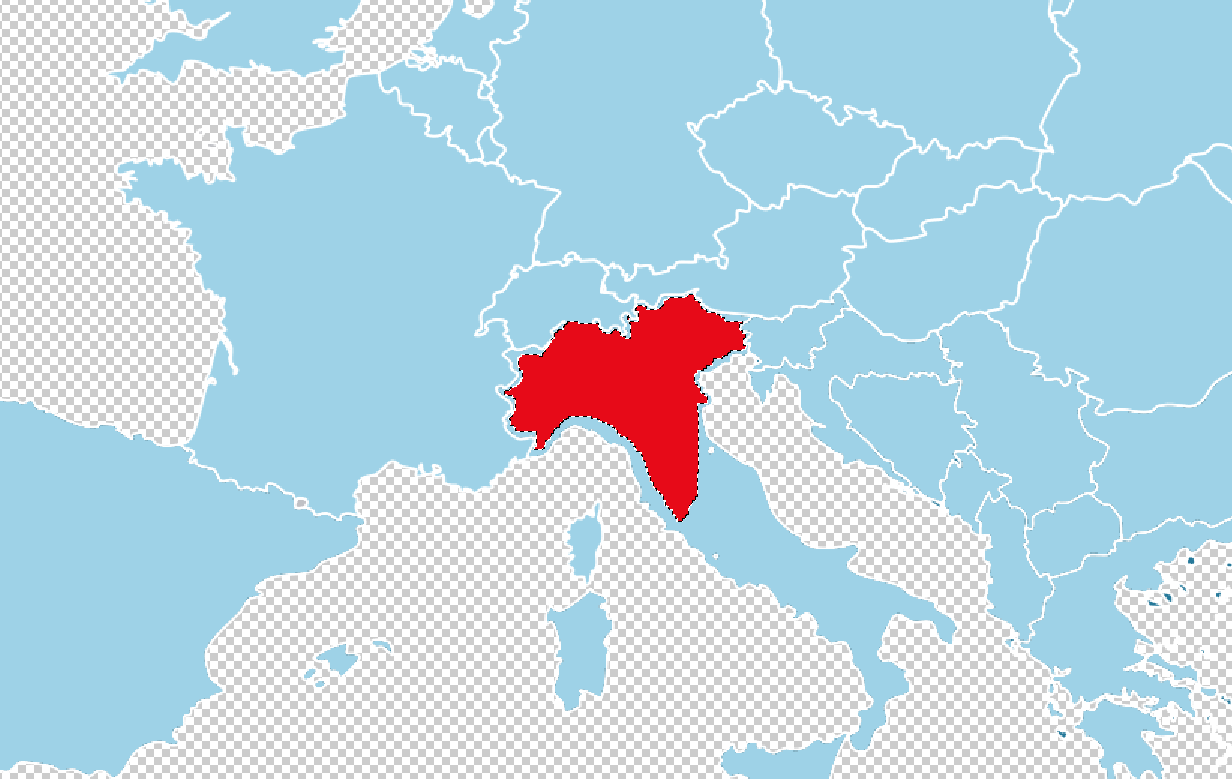
Verbreitungsgebiet des Lau

Der Lau (Protochondrostoma genei) ist ein europäischer Süßwasserfisch, der in Norditalien und Slowenien in den Flüssen Vomano, Tronto, Esino, Cesano, Metauro, Foglia, Po, Adige, Brenta, Piave, Livenza, Tagliamento und Isonzo vorkommt. Meldungen über Vorkommen in Oberrhein, oberer Donau und Inn sind unsicher und wenig belegt.

## Merkmale
Der Lau ähnelt der Nase. Er wird in den meisten Fällen 15 bis 20 cm lang und kann eine Maximallänge von 30 cm erreichen. Sein Körper ist langgestreckt und seitlich nur wenig abgeflacht. Die Körperhöhe beträgt 20 bis 27 % der Standardlänge. Der Rücken ist hell und grünlich grau, die Körperseiten und der Bauch silbrig, die Flossen gelblich weiß, ihre Ränder rötlich. Oberhalb der Seitenlinie erstreckt sich eine dunkle Längsbinde vom Hinterrand des Kiemendeckels bis zur Schwanzflossenwurzel. Das Maul ist leicht unterständig, die schmale Unterlippe verhornt. Auf der Pharyngealia befindet sich eine Zahnreihe mit fünf, sehr selten sechs Zähnen.
- Flossenformel: Dorsale 11, Anale 11–12.
- Schuppenformel: SL 50–62.
- Kiemenreusenstrahlen: 14–19.

## Lebensweise
Die Lebensweise des Lau ist kaum erforscht. Er lebt gesellig und bodennah in der Barbenregion größerer und mittelgroßer, sauerstoffreicher Fließgewässer mit Kies- und Geröllgrund und ernährt sich vor allem von kleinen wirbellosen Tieren, daneben auch von Algen. Die Fortpflanzungszeit erstreckt sich von März bis Juni.